# Comité central des milices antifascistes de Catalogne

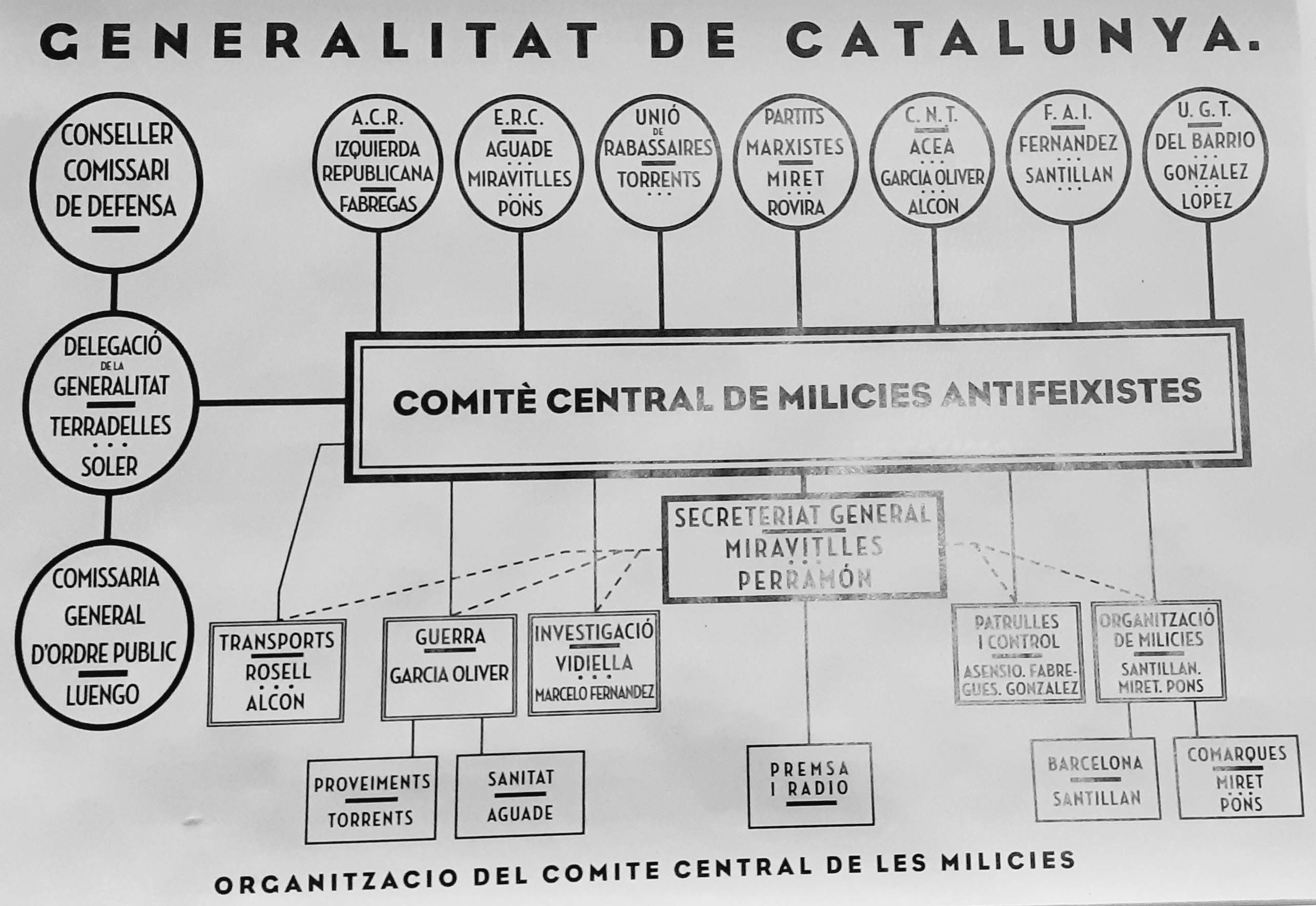
Organigramme du Comité central des milices antifascistes

Le Comité central des milices antifascistes (en catalan Comitè Central de Milícies Antifeixistes de Catalunya, en espagnol Comité Central de Milicias Antifascistas de Cataluña, en abrégé CCMA) est une entité administrative créée en Catalogne le 21 juillet 1936 par le Président de la Généralité, Lluís Companys, en contexte de révolution sociale et sous la pression exercée par les centrales syndicales anarchistes CNT et FAI qui avaient réussi, par les luttes ouvrières dans les rues de Barcelone, à faire échouer le soulèvement fasciste contre la Seconde République espagnole du 19 juillet 1936. Le CCMA est dissous le 1er octobre 1936.

## Contexte
« Companys proposà als dirigents anarcosindicalistes la creació d'un nou organisme, integrat per representants de totes les forces polítiques esquerranes i sindicals, que s'encarregués de fer front a l'amenaça feixista. Aquest organisme s'havia d'anomenar Comitè Central de Milícies Antifeixistes. El primer objectiu que es plantejava Companys era reorganitzar les forces armades a través d'aquest nou organisme, i donava aquesta finalitat al Comité de Milícies, que proposava a totes les forces polítiques i sindicals tot esperant que els anarquistes, essencialment homes combatius, s'hi integrarien i es desentendrien de les qüestions polítiques

Companys proposa aux dirigeants anarchosyndicalistes la création d'un nouvel organe, constitué de représentants de toutes les forces politiques syndicales et de gauche, qui se chargerait de faire front face à la menace fasciste. Cet organe se nommerait Comité Central des Milices Antifascistes. Le premier objectif que fixait Companys était de réorganiser les forces armées au travers de ce nouvel organe, et il assigna cette finalité au Comité des Milices, et proposait à tous les partis politiques, aux syndicats et aux anarchistes, essentiellement combatif, de s'y intégrer et d'ignorer les questions politiques. »

— Ramon Brusco, 2003